# Alfonso Lopez
Alfonso Lopez (Secorún, 16 de novembro de 1878 – Cànoves i Samalús, 3 de agosto de 1936), foi um frei franciscano espanhol que nasceu no dia 16 de novembro de 1878 em Secorún na Espanha. Durante a Guerra Civil Espanhola, ele foi morto em 1936 em Cànoves i Samalús, juntamente com os freis Modesto Vegas, Dionisio Vicente, Pedro Rivera, Francisco Remón e Miguel Remón. O Papa João Paulo II em 2001, aprovou a sua beatificação, juntamente com 233 mártires.

## Biografia

### Vida e Martírio
Alfonso Lopez nasceu no dia 16 de novembro de 1878 em Secorún na Espanha, hoje esta cidade está desocupada. Desde da juventude, sentiu o chamado vocacional e decide ingressar nos beneditinos, porém não dando certo, entra em 1906 na Ordem dos Frades Menores Conventuais na cidade de Granollers.
Fez o noviciado na cidade Ósimo na Itália e lá recebe as ordem sacras e professa solenemente os votos. Como frade foi o diretor das "Escolas Antonianas" e formador do postulantado e do noviciado. É conhecido pela sua grande devoção a Virgem Maria.
Durante a eclosão da perseguição religiosa da Guerra Civil Espanhola, se refugia com seus frades em Granollers e ao ser capturado, não recusa a sua fé, sendo fuzilado no dia 3 de agosto em Cànoves i Samalús.

### Beatificação
Após a mortes dos religiosos conventuais, o bispo da Arquidiocese de Barcelona iniciou o processo de beatificação no dia 15 de outubro de 1953. Depois disto, o Papa João Paulo II aprova o seu martírio no dia 26 de março de 1999 e no dia 11 de março de 2001 beatifica 233 mártires, entre eles, os da Ordem Franciscana:
- Frei Modesto Vegas
- Frei Dionisio Vicente
- Frei Pedro Rivera
- Frei Francisco Remón
- Frei Miguel Remón